# Amantea
Amantea (tiếng Hy Lạp: Amanthea) là một thị xã và comune  ở tỉnh Cosenza trong vùng Calabria miền nam nước Ý.
Đây là một trung tâm du lịch ở bờ biển phía nam biển Tyrrhenia. Nó có phà kết nối với các đảo Eolie, nhưng đã bị tạm ngưng do điều tra cảnh sát về buôn lậu ma túy giữa Sicilia và Calabria.
Thị xã có dân số 13.704 người (năm 2007).
Đô thị này có các đơn vị dân cư (frazioni) sau: Acquicella, Camoli, Campora San Giovanni, Coreca.